# Ошмановская
Ошмановская — деревня в Ленском районе Архангельской области. Входит в состав Козьминского сельского поселения.

## География
Находится в юго-восточной части Архангельской области на расстоянии приблизительно 45 км на юг-юго-восток по прямой от села Лена в пойме Вычегды.

## История
В 1859 году здесь (деревня Яренского уезда Вологодской губернии) было учтено 4 двора.

## Население
Численность населения: 20 человек (1859 год), 0 как в 2002 году, так и в 2010.